# Alfred E. Cohn
Alfred Einstein Cohn (* 1879 New York City; † 1957) war ein Pionier der Kardiologe in den USA.

## Leben
Cohn studierte an der Medizinischen Fakultät (College of Physicians and Surgeons) der Columbia University mit dem M.D. Abschluss 1904. Daran schloss sich ein Aufbaustudium in Freiburg im Breisgau, Wien und London von 1907 bis 1909 an. Nach der Rückkehr nach New York City ging er ans Mount Sinai Hospital. 1911 wechselte er an das Rockefeller Hospital des Rockefeller Institute, wo er den Rest seiner Karriere blieb, Leiter des Labors für Herzkrankheiten wurde und 1944 in den Ruhestand ging.
Cohn gilt als einer der ersten Kardiologen in den USA. Er brachte 1909 aus London den ersten Elektrokardiographen in die USA, technisch gesehen ein Faden-Galvanometer, hergestellt und 1903 erfunden von Willem Einthoven in Leiden. Bald darauf folgte 1911 Horatio Burt Williams, der eine eigene Produktion von Elektrokardiographen in den USA initiierte. Cohn verwendete das EKG zur Charakterisierung der Auswirkungen von Lungenentzündung und rheumatischem Fieber auf das Herz und betrieb damit Grundlagenforschung über die Funktion des Herzens. 
Er spielte eine führende Rolle in Organisationen wie der New York Academy of Medicine, der New York Heart Association (er war im Board of Governors), der Veterans Administration, dem China Medical Board und Asia Institute (seitdem er 1925 Gastprofessor am Union Medical College in Peking war), dem Sydenham Hospital und dem Committee for Displaced Foreign Scholars and Displace Foreign Physicians. Zu seinen Freunden gehörten Felix Frankfurter und Peyton Rous.
Er veröffentlichte auch Essays und Bücher zur Rolle der Medizin in der Gesellschaft und ihrer Verbindung zu Kunst und Wissenschaft.
Seine Bibliothek von 6000 Bänden ging an das Rockefeller Institute.

## Schriften
- Cohn Auricular tachycardia with a consideration of certain differences between the two vagi, Journal of Experimental Medicine, Band 15, 1912, S. 49–62
- mit F. R. Fraser, R. A. Jamieson The influence of digitalis on the T wave of the human electrocardiogram, J. Exp. Med. Band 21, 1915, S. 593–603
- mit R. A. Jamieson The action of digitalis in pneumonia, J. Exp. Med., Band 25, 1917, S. 65–81
- mit H. F. Swift Electrocardiographic evidence of myocardial involvement in rheumatic fever, J. Exp. Med., Band 39, 1924, S. 1–36
- Cohn Medicine, Science, and Art: Studies in Interrelations, 1931, Neuauflage Kessinger Publishing, 2003
- Cohn Minerva's Progress: Tradition and Dissent in American Culture, 1946
- Cohn No Retreat From Reason and Other Essays, 1948